# Madam Dun
Madam Dun (มาดามดัน) è una serie televisiva thailandese trasmessa su Channel 3 nel 2013.

## Personaggi
- Madam Phussi, interpretata da Laila Boonyasak
- Neks, interpretato da Mario Maurer

## Distribuzioni internazionali
| Paese     | Canale/i    | Prima TV                 | Titolo adottato   |
| --------- | ----------- | ------------------------ | ----------------- |
| Filippine | GMA Network | 10 agosto-3 ottobre 2020 | Madam Pushy and I |